# Снятие с креста (Рембрандт, 1633)
«Снятие с креста» (нидерл. De kruisafneming) — картина голландского художника Рембрандта. Написана в 1633 году маслом на деревянной панели 89,4 × 65,2 см. Находится в Старой Пинакотеке в Мюнхене. Является парной к картине «Воздвижение креста».

## Композиция картины
Картина «Снятие с креста» входит в цикл из семи произведений Рембрандта на тему «Страстей Христа», заказанных штатгальтером объединённых провинций Фредериком Генрихом Оранским. К теме «Снятие с креста» Рембрандт обращался неоднократно. Сюжет изложен во всех четырёх Eвангелиях (Мф. 27:57-59; Мк. 15:43-46; Лк. 23:50-54; Ин. 19:38).
Спустя год Рембрандт написал второй вариант картины, который ныне находится в собрании Государственного Эрмитажа в Санкт-Петербурге. В Россию картина попала из собрания императрицы Жозефины в замке Мальмезон. Картины собрания Мальмезонской галереи были лично приобретены императором Александром I в 1815 году.
Об эрмитажном варианте картины проникновенно писал А. Н. Бенуа в своём «Путеводителе по Картинной галерее Императорского Эрмитажа» (1910):

 Рембрандт здесь уже весь, во всём своём великолепии и глубине. «Снятие с креста», быть может, даже одна из самых потрясающих, в своей искренней простоте, картин на всём свете. Никто так не передавал горя любящих людей, священное настроение какого-то благоговейного ужаса перед непостижимой неизбежностью. Бережный жест апостола, принявшего в свои руки ещё не вполне отделённое от креста тело Спасителя, нежность с которой он прижимает его к себе, строгость лица почтенного Иосифа Аримафейского, обморок измождённой горем Богоматери, рыдания Магдалины, лишь способной взирать на приготовления к погребению, наконец, вся постройка групп, жуткое распределение световых пятен, окружающий таинство мрак — всё это не приёмы находчивого мастера, а подлинное потрясающее душу откровение 
Ошеломляющее настроение достигается не только таинственно сумрачным, типично рембрандтовским колоритом, но и конструкцией (построением) картины. Художник применил хорошо известный «диагональный метод». Пластическое движение развивается против «сильной диагонали», хотя и еле заметно. «Световой треугольник» также способствует направлению взгляда зрителя сверху вниз, следуя напряжённому моменту «затруднённого движения» с креста на землю.
Рембрандт изобразил себя на одной из лестниц, с выражением боли на лице. Он, вероятнее всего, был знаком с картиной Рубенса на ту же тему для Антверпенского собора двадцатью годами ранее. Сравнение двух работ показывает, как он отошёл от барочной динамики в сторону большей естественности трагического события как жизненной драмы.
- Рембрандт. Снятие с креста. 1633. Офорт, резец. Рейксмюсеум, Амстердам
- Снятие с креста. Мастерская Рембрандта. Между 1650 и 1652. Холст, масло. Национальная галерея искусства, Вашингтон
- Рембрандт. Снятие с креста. 1634. Холст, масло. Государственный Эрмитаж, Санкт-Петербург
- П. П. Рубенс Снятие с креста. Между 1612 и 1614. Дерево, масло. Собор Антверпенской Богоматери
- П. П. Рубенс. Снятие с креста. 1516. Холст, масло. Дворец изящных искусств, Лилль
- П. П. Рубенс. Снятие с креста. 1516. Холст, масло. Галерея Курто, Лондон
- П. П. Рубенс. Снятие с креста. 1617–1618. Холст, масло. Государственный Эрмитаж, Санкт-Петербург